# Paul Hoffman (remero)
Paul Hoffman (Nueva York, 21 de abril de 1946) es un deportista estadounidense que compitió en remo como timonel.
Participó en dos Juegos Olímpicos de Verano en los años 1968 y 1972, obteniendo una medalla de plata en Múnich 1972 en la prueba de ocho con timonel. Ganó una medalla de plata en el Campeonato Europeo de Remo de 1967.

## Palmarés internacional
| Juegos Olímpicos   | Juegos Olímpicos | Juegos Olímpicos | Juegos Olímpicos |
| Año                | Lugar            | Medalla          | Prueba           |
| ------------------ | ---------------- | ---------------- | ---------------- |
| 1972               | Múnich (RFA)     | Medalla de plata | Ocho con timonel |
| Campeonato Europeo |                  |                  |                  |
| Año                | Lugar            | Medalla          | Prueba           |
| 1967               | Vichy (Francia)  | Medalla de plata | Ocho con timonel |

1. ↑  En algunas ediciones del Campeonato Europeo se permitió la participación de remeros de otros continentes.